# Kidō Senshi Z Gundam: Away to the Newtype
Kidō Senshi Z Gundam: Away to the Newtype est un jeu vidéo de stratégie développé et édité par Bandai en 1996 sur Super Nintendo. C'est une adaptation en jeu vidéo de la série basée sur l'anime Mobile Suit Gundam. Le jeu utilise le moteur de Kidō Senshi Gundam: Cross Dimension 0079 et intègre des éléments de l'anime Mobile Suit Zeta Gundam,.